# دریای کرت

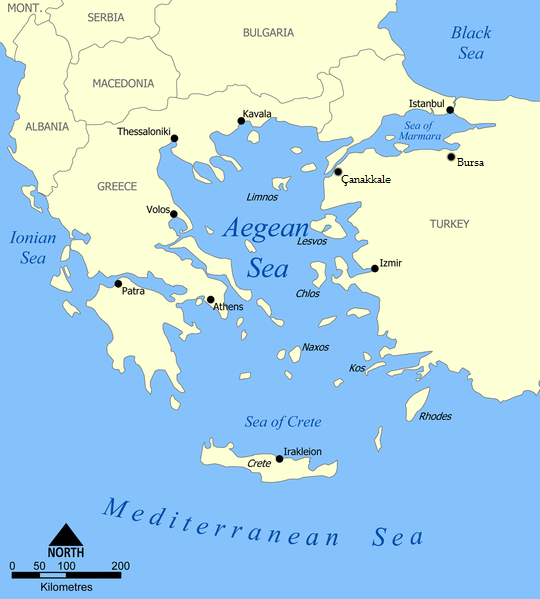
دریای کرت در جنوب دریای اژه

دریای کرت یا دریای کاندیا (به یونانی: Κρητικό Πέλαγος) بخش جنوبی دریای اژه از آب‌های دریای مدیترانه است که در بین سواحل شمالی جزیره کرت و جنوب جزایر کیکلادس واقع شده‌است. این دریا در غرب خود به آب‌های دریای ایونی می‌پیوندد و در شمال‌غربی با دریای میرتو هم‌مرز است. ژرف‌ترین قسمت دریای اژه در دریای کرت واقع شده و حداکثر عمق آن در شرق دماغه سیدرو به ۳٬۲۹۴ متر می‌رسد.